# Erythrotherium
Erythrotherium − rodzaj wymarłego ssakokształtnego z rzędu morganukodontów, żyjący we wczesnej jurze na terenie Lesotho i Południowej Afryki.